# Dornogovĭ
Dornogovĭ (Mongools: Дорноговь аймаг, Oostgobi) is een van de eenentwintig ajmguud (provincies) van Mongolië. De hoofdstad is Sajnsjand.
Dornogovĭ ligt in het zuidoosten van Mongolië aan de grens met China, daarvan de (autonome regio Binnen-Mongolië). Deze grens loopt door de Gobiwoestijn.

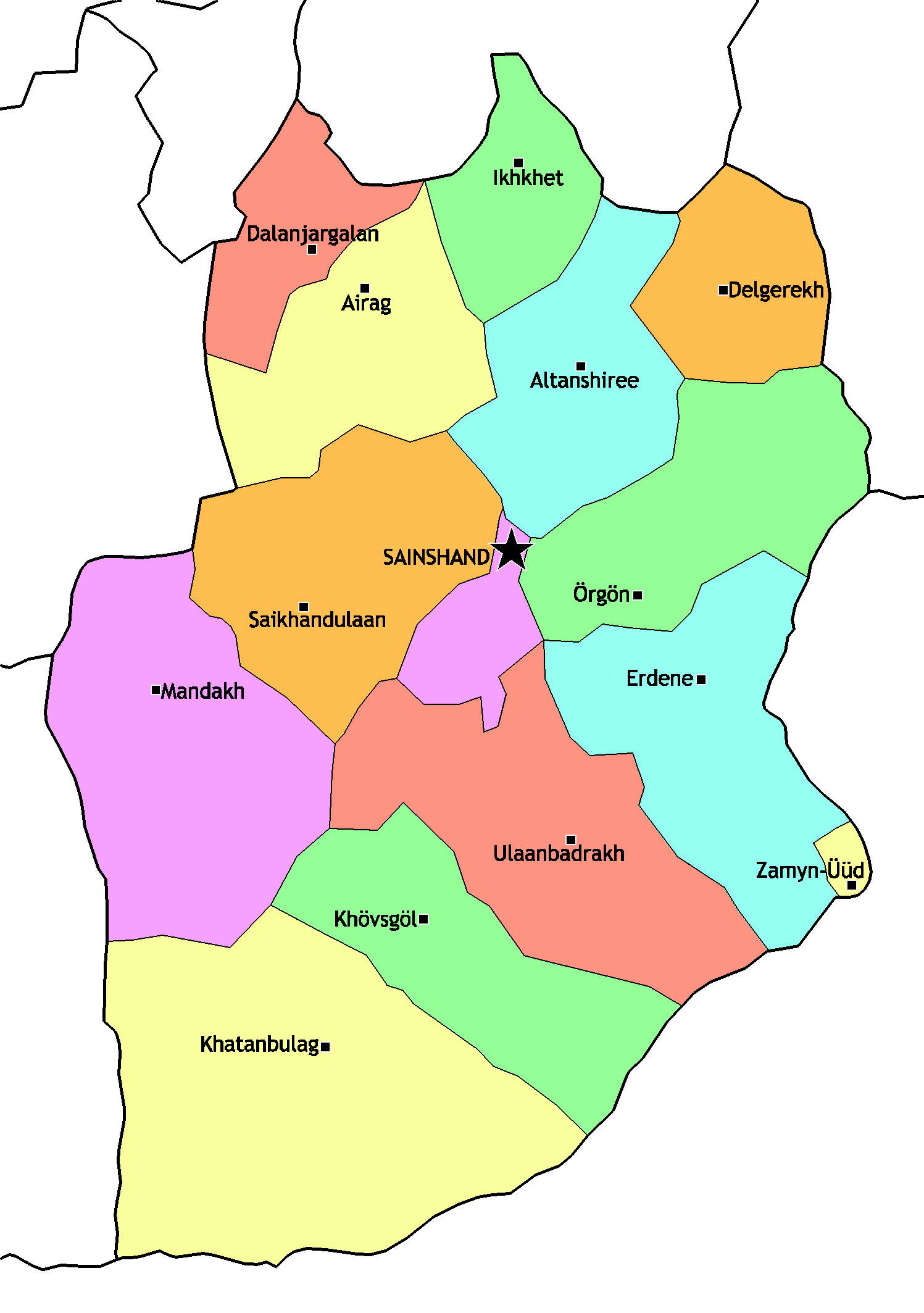
Sums van Dornogovi-ajmag

De provincie bestaat grotendeels uit een hoogvlakte op gemiddeld ongeveer 1000 meter boven zeeniveau en heeft een koud woestijnklimaat. De gemiddelde jaarlijkse neerslag bedraagt niet meer dan 100 tot 120 mm. Lange droogteperiodes en zandstormen bemoeilijken menselijke bewoning. Er zijn geen rivieren of meren maar wel een grote voorraad grondwater. Van de ongeveer 69.000 inwoners woont ruim een derde deel in de provinciehoofdstad Sajnsjand. In het dunstbevolkte deel, de sum Mandach, wonen op 12.700 km² niet meer dan ongeveer 1600 personen. De provincie is rijk aan bodemschatten, vooral fluoriet en steenkool, mogelijk ook aardolie. De spoorweg van Ulaanbaatar naar China verloopt door de provincie, langs Sajnsjand en Dzjamin-Uüd.
Het wapen van de ajmag toont een dinosauriër, wat op de talrijke fossiele vondsten in dit gebied duidt.

## Administratieve indeling
Behalve de hoofdstad Saynshand met 25.000 inwoners, is alleen Dzjamin-Uüd een vrij grote plaats, met 12.000 inwoners. In de 21e eeuw is laatstgenoemde plaats behoorlijk gegroeid. Het is een belangrijke grensovergang naar China; bij de stad is een Vrije Economische Zone van 900 hectare in aanleg, tussen de woonwijken en de Chinese grens. Een aantal kleinere plaatsen kennen een bevolkingsterugloop of blijven in omvang min of meer stabiel.
Arhangaj · Bajan-Ölgi · Bajanhongor · Bulgan · Darhan-Uul · Dornod · Dornogovĭ · Dundgovĭ · Govĭ-Altaj · Govĭsümber · Henti · Hovd · Hövsgöl · Ömnögovĭ · Orhon · Övörhangaj · Selenge · Sühbaatar · Töv · Uvs · Zavhan